# جوناثان برناردو
جوناثان برناردو (بالبرتغالية: Mariano Bernardo‏) هو لاعب كرة قدم برازيلي في مركز الهجوم، ولد في 7 نوفمبر 1988 في ساو باولو في البرازيل. لعب مع بوغون شتشين ونادي الشرطة ونادي إس إتش بي دا نانغ ونادي تان كوانغ نين ونادي تيوتا دورس.

## وصلات خارجية
- جوناثان برناردو على موقع قاعدة بيانات كرة القدم.إي يو (الإنجليزية)
- جوناثان برناردو على موقع Soccerway.com (الإنجليزية)
- جوناثان برناردو على موقع عالم كرة القدم.نت (الإنجليزية)